# Фолієва кислота
Фолі́єва кислота (лат. acidum folicum; (2S)-2-[[4-[[(2-Аміно-4-оксо-1,4-дигідроптеридин-6-іл)метил]аміно]
бензоїл]аміно]пентандіонова кислота) — водорозчинний вітамін В9 або Вс, що впливає на кровотворення, посилює утворення еритроцитів та лейкоцитів, знижує вміст холестеролу у крові, впливає на імунну систему. У разі авітамінозу В9, розвивається недокрів'я.
Вітамін В9 містить декілька біоактивних речовин: параамінбензойну кислоту, глутамінову кислоту, які входять в хімічну будову вітаміну. Похідні фолієвої кислоти, саму фолієву кислоту та споріднені сполуки, називають фолатами.

## Загальні відомості
1931 року дослідниця Люсі Віллс повідомила про те, що приймання дріжджової витяжки допомагає вилікувати анемію у вагітних жінок. Це спостереження привело дослідників наприкінці 1930-х років до визначення фолієвої кислоти як головного чинника, що діє у складі дріжджів. Вперше фолієву кислоту отримано з листя шпинату (лат. follium — листок) 1941 року, а також вперше синтезовано хімічним способом 1945 року.
У рослинах вітамін перебуває переважно у зв'язаній формі, яка не є біологічно діяльною. Потрапляючи із їжею до дванадцятипалої кишки, під дією ферментів переходить у вільну форму. Вітамін входить до складу ферментів, що беруть участь в біосинтезі метіоніну, пуринових основ. Рослинними джерелами фолієвої кислоти є листові овочі, сирий буряк, хліб, капуста, картопля, яблука, абрикоси. Міститься також у соняшниковому насінні, арахісі, лісових та волоських горіхах. У перестиглих плодах її рівень вищий. Тваринні джерела це, переважно, куряча та яловича печінка, курячі яйця, лосось. Фолієва кислота добре впливає на лікування деяких важких форм недокрів'я людини.

### Їстівні джерела
Велика різноманітність харчових продуктів від природи містять фолієву кислоту, але у вигляді, в якому її додають до харчових продуктів і добавок, фолієва кислота засвоюється краще. Тож, наприклад, з січня 1998 року Управління з контролю за якістю харчових продуктів і медикаментів США вимагало від виробників харчових продуктів додавати фолієву кислоту до харчів, зокрема у хліб, макарони, рис та інші зернові продукти, щоби зменшити ризик ушкоджень нервової трубки. Ця програма допомогла збільшити середнє споживання американцями фолієвої кислоти приблизно на 100 мкг/день.

### Нестача
Нестача фолієвої кислоти зустрічається зрідка, оскільки вона міститься в широкому переліку харчових продуктів. Однак наступні умови можуть піддавати людей підвищеному ризику, щодо її недоотримання:
- Алкоголізм. Алкоголь перешкоджає засвоєнню фолієвої кислоти та збільшує швидкість її розпаду і виведення з організму. Люди з алкоголізмом також переважно схильні їсти неякісні продукти з низьким вмістом фолієвої кислоти.
- Вагітність. Потреба у фолієвій кислоті зростає під час вагітності, оскільки вона має важливе значення для розвитку клітин плода.
- Операції на кишці, або розлади травлення, що викликають порушення всмоктування. Целіакія та запальні захворювання кишки, здатні зменшити вбирання фолієвої кислоти. Хірургічні втручання на органах травлення, або зниження здорового рівня шлункового соку, також можуть перешкоджати всотуванню.
- Генетичні причини. Люди, які є носіями різновиду гена MTHFR, не здатні перетворювати фолієву кислоту в її діяльну форму, для використання організмом.

Ознаки браку вітаміну В9 можуть охоплювати: мегалобластну анемію (стан, що виникає внаслідок нестачі фолієвої кислоти в харчуванні або поганого засвоєння, коли виробляється менше червонокрівців і вони більшого розміру, ніж зазвичай);  кволість, стомлюваність; пришвидшене серцебиття; задишка; складнощі із зосередженням уваги; втрата волосся; бліда шкіра; виразки у роті.

### Отруйність
Надзвичайно рідко можна досягти токсичного рівня під час вживання фолієвої кислоти з харчових джерел.
Однак верхню межу для фолієвої кислоти встановлено на рівні 1000 мкг на день, оскільки дослідження показали, що приймання більшої кількості може маскувати нестачу вітаміну B12. Таке становище найчастіше виникає у людей похилого віку, або тих, хто дотримується вегетаріанської дієти, серед яких брак B12 більш поширений. Як фолієва кислота, так і B12 беруть участь у виробленні червоних кров'яних тілець, і їх нестача може призвести до недокрів'я. Людина, яка занадто споживає фолієву кислоту, може виправити анемію та почуватися краще, але недостатня кількість B12 все ще існуватиме. У такому разі, якщо високе споживання фолієвої кислоти продовжує «приховувати» ознаки браку B12 протягом тривалого часу, може виникнути повільне, але незворотне пошкодження мозку та нервової системи. 
Загалом, дані свідчать про те, що кількість фолієвої кислоти у вже звичних полівітамінах, не завдає жодної шкоди — і може допомогти запобігти деяким захворюванням, особливо у людей, які не отримують достатньої кількості фолієвої кислоти з їжею, та серед осіб, що надмірно вживають алкоголь.

## Біологічна роль
Фолієва кислота необхідна для створення і підтримки в здоровому стані нових клітин, отож її наявність особливо важлива впродовж швидкого розвитку організму — під час раннього внутрішньоутробного розвитку і в ранньому дитинстві. Реплікація ДНК вимагає участі фолієвої кислоти, і порушення цього процесу збільшує небезпеку розвитку ракових пухлин. Насамперед, від нестачі фолієвої кислоти страждає кістковий мозок, в якому відбувається жвавий поділ клітин. Клітини-попередники червоних кров'яних тілець (еритроцитів), що утворюються в кістковому мозку, у разі нестачі фолієвої кислоти збільшуються в розмірі, утворюючи так звані мегалобласти (див. макроцитоз) і призводять до мегалобластної анемії.

### Значення фолієвої кислоти
Людина здатна зберігати, щонайбільше, від 12 до 15 мг фолієвої кислоти; це відповідає запасу на три-чотири місяці. Зазвичай, в сироватці крові міститься від 5 до 20 мкг/л, в еритроцитах від 160 до 640 мкг/л цього вітаміну. У разі його нестачі, спочатку знижується рівень в сироватці, тож це переважно визначається за допомогою високоефективної рідинної хроматографії (ВЕРХ) або хемілюмінесценції. Дуже часто брак фолієвої кислоти виникає внаслідок підвищеного вживання алкоголю, захворювань тонкої кишки або печінки. У жінок потреба у фолієвій кислоті підвищується під час приймання контрацептивів і коли є вагітність.
Під час ембріонального розвитку, нестача фолієвої кислоти сприяє появі ушкоджень нервової трубки, як-от розщеплення хребта або аненцефалія. Вважається, що це також впливає на частоту передчасних пологів. Для прикладу, щороку близько 800 дітей у Німеччині народжуються з вадою нервової трубки, тобто приблизно один з тисячі новонароджених, страждає; це охоплює також вагітність, перервану через розщеплення хребта. Достатнє надходження фолієвої кислоти впродовж вагітності, разом з тим, має велике значення для розвитку мовлення дитини.  Проспективне обсерваційне дослідження з Норвегії, ще й показує зв'язок між нестачею фолієвої кислоти та аутизмом, отож фолієву кислоту варто приймати, коли виникає бажання завагітніти.
Співвідповідальність фолієвої кислоти в дозріванні, диференціації та поділі клітин, зокрема червонокрівців і білих кров'яних тілець та клітин слизової оболонки, в даний час (2020-і) досліджується в кількох університетах і дослідницьких лабораторіях. Коли наявні захворювання серцево-судинної системи, як-от артеріосклероз, треба також подбати про достатнє надходження фолієвої кислоти. Рівень амінокислоти гомоцистеїну в крові вважається серцево-судинним фактором ризику. Гомоцистеїн перетворюється на метіонін за допомогою фолієвої кислоти і вітаміну В12. Однак сприятливий вплив підвищених доз фолієвої кислоти — яка, серед іншого, знижує рівень гомоцистеїну — на перебіг серцево-судинних захворювань, досі недостатньо вивчений.

### Ризики від вживання
Дані двох рандомізованих, плацебо-контрольованих, подвійних сліпих клінічних досліджень за участю 6837-и норвежців, які страждають на ішемічну хворобу серця (ІХС) протягом 9 років, вказують на підвищений ризик виникнення пухлин під час вживання препаратів, що містять фолієву кислоту в поєднанні з вітаміном В12. Особливо, частіше зустрічаються злоякісні пухлини легень, які також сприяють підвищенню смертності хворих, котрі вживають добавки фолієвої кислоти та вітаміну B12.

## Добова норма
Ступінь всмоктування та перетворювання фолієвої кислоти залежить від властивостей їжі та способу її приготування. Як зазначалося вище, біодоступність синтетичної фолієвої кислоти вища, ніж у фолієвої кислоти, одержуваної з їжею. Щоби врівноважити вплив цих чинників, корисна для здоров'я добова норма вимірюється в мікрограмах «харчового фолатного еквівалента». В Україні за радянських часів, нормативні настанови радили вагітним жінкам вживати 600 мкг, годуючим — 500 мкг, а всім іншим — 400 мкг фолієвого відповідника на добу.[джерело?]
В середньому, потреба людини у фолієвій кислоті становить 200–300 мкг.ВООЗ дає такі поради щодо норм споживання фолатів:
| Вік людини   | РНП, мкг/добу |
| ------------ | ------------- |
| 0-12 місяців | 50            |
| 1-3 роки     | 70            |
| 4-6 років    | 100           |
| 6-10 років   | 150           |
| 11+ років    | 200           |

## Біохімічні властивості
Під час нагрівання руйнується до 50-90 % вітаміну В9. Фолієва кислота є одним з ферментів синтезу амінокислот і бере участь в обміні холіну. Необхідність в цьому вітаміні зростає зі збільшенням вмісту вітаміну В12. Добова потреба В9 становить 0,2 мг.[джерело?]
Як ендо-, так і екзогенна фолієва кислота, відновлюється до тетрагідрофолієвої кислоти — коферменту, який необхідний для багатьох процесів метаболізму. Фолієва кислота бере участь у синтезі амінокислот, нуклеїнових кислот, піримідинів, пуринів, обміні холіну. У поєднанні з вітаміном В12 (ціанокобаламіном), посилює перебіг кровотворення, частково еритропоез. Вона потрібна для здорового розвитку інших клітин крові, зокрема утворення і дозрівання мегалобластів. Наслідком нестачі фолієвої кислоти є гальмування переходу з мегалобластичної до нормобластичної фази кровотворення. Препарат призначають для попередження браку фолієвої кислоти під час вагітності та лактації.
Не дивлячись на  часте застосування фолатів (5-MTHF) результати не підтверджують жодного позитивного ефекту добавок 5-MTHF проти фолієвої кислоти у жінок з повторними абортами з будь-яким поліморфізмом MTHFR C677T та/або A1298C.